# Adil Zourak
Adil Zourak (Arabisch: عدل_زوراق) (25 augustus 1978) is een Marokkaans voormalig voetbalscheidsrechter. Hij was in dienst van FIFA en CAF tussen 2015 en 2022. Ook leidde hij wedstrijden in de Botola Pro.
Op 16 oktober 2021 leidde Zourak zijn eerste wedstrijd in continentaal verband tijdens een duel tussen Stade Malien en Horoya in de groepsfase van de AFC Champions League; het eindigde in 0–1 en de Marokkaanse scheidsrechter gaf twee gele kaarten. Zijn eerste interland floot hij al eerder op 15 november 2020, toen Guinee-Bissau met 0–1 verloor van Senegal in een kwalificatiewedstrijd voor het AK 2021 door een doelpunt van Sadio Mané. Tijdens dit duel gaf Zourak vier gele kaarten, waarvan twee aan dezelfde speler.
In mei 2022 werd hij gekozen als een van de videoscheidsrechters die actief zouden zijn op het WK 2022 in Qatar.

## Interlands
| Datum            | Plaats                | Wedstrijd               | Uitslag | Competitie           | Kreeg geel | Kreeg voor de tweede keer geel en dus rood | Weggestuurd |
| ---------------- | --------------------- | ----------------------- | ------- | -------------------- | ---------- | ------------------------------------------ | ----------- |
| 15 november 2020 | Bissau, Guinee-Bissau | Guinee-Bissau – Senegal | 0 – 1   | AK 2021 kwalificatie | 3          | 1                                          | 0           |
| 23 januari 2021  | Limbé, Kameroen       | Zambia – Guinee         | 1 – 1   | Vriendschappelijk    | 4          | 0                                          | 0           |